# 마데노코지 노부후사
마데노코지 노부후사 (일본어: 万里小路宣房 までのこうじ のぶふさ[*], 쇼카 2년 (1258년) - 조와 4년/쇼헤이 3년 (1348년)?)는 가마쿠라 시대 중기에서 난보쿠초 시대에 걸쳐 살은 공경이다. 종3위 마데노코지 스케미치의 아들이다. 관직은 종1위 다이나곤이다. 키타바타케 치카후사와 요시다 사다후사와 함께 고다이고 천황의 측근인 "노치노산보(後の三房)"의 한 사람으로 꼽힌다. 주요 업적으로는 고다이고 천황이 가마쿠라 막부 토벌 혐의를 받았던 쇼츄의 변 (겐코 4년 (1324년))에서 가마쿠라에 고다이고 측의 특사로 파견되어 해명하고 주군의 무죄 판결으 받아낸 것이다. 겐무 정권에서는 잣소케츠단쇼 토닌 (雑訴決断所 頭人)을 지냈다. 그러나 난보쿠초 내란에서는 고다이고 천황이 열은 남조에 합류하지 않고, 교토에 잔류한 것으로 보인다. 『만일기(万一記)』라는 일기 사료가 남아있다.

## 전설
후쿠오카현 야마카와마치 (현 미야마시)에는 야마카와마치가 노부후사 (또는 후지후사)의 사망지라는 전설이 있다. 진위는 알 수 없지만, 야마토군에는 마데노코지무라라는 마을이 있었다.

## 계보
- 아버지 : 마데노코지 스케미치
- 어머니 : 야와타켄교 무네키요의 딸
- 아내 : 미상
  - 아들 : 마데노코지 후지후사
  - 아들 : 마데노코지 스에후사
  - 딸 : 츠치미카도 치카카타의 아내
  - 딸 : 츄나곤 치카자네의 아내
  - 딸 : 키쿠치 타케히토의 어머니 - 키쿠치 타케토키의 아내